# Peter Rabl
Peter Rabl (* 11. Juni 1948 in Bruck an der Mur) ist ein österreichischer Journalist.

## Leben
Peter Rabl arbeitete von 1971 bis 1973 bei den Niederösterreichischen Nachrichten. Von 1973 bis 1975 war er Redakteur und Ressortleiter für Innenpolitik bei der Wochenpresse. Ab 1975 war er innenpolitischer Ressortleiter und ab 1978 zusätzlich stellvertretender Chefredakteur bei der österreichischen Tageszeitung Kurier. Von 1988 bis 1991 war er Herausgeber der Zeitschrift profil. Von 1991 bis 1993 war er Vorstandsdirektor der Zeitschriften Verlags- und Beteiligungs AG (Magazine der Kurier-Gruppe) und von 1993 bis 2005 Herausgeber und Chefredakteur des Kuriers und gleichzeitig Geschäftsführer der Kurier Redaktionsgesellschaft. Seit 2005 freier Journalist, war er bis 2012 Kommentator und Leitartikler des Kuriers.
Von 1980 bis 1988 war er im ORF Sendungsleiter und Moderator von Politik am Freitag, dann Inlandsreport, ab 1984 auch Hauptabteilungsleiter für Dokumentation. Er war nebenberuflich von 1995 bis 1997 Moderator der ORF-Talkshow „Zur Sache mit Peter Rabl“. Von 2009 bis 2012 war er im Moderatoren-Team des neuen Clubs 2 bis zu dessen Einstellung 2012. Für „Die Presse“ schrieb Rabl Gastkommentare in der Rubrik „Quergeschrieben“, bis er sich anlässlich seines 70. Geburtstages 2018 völlig aus allen journalistischen Tätigkeiten zurückzog.
Peter Rabl war mit Helga Rabl-Stadler, der Tochter des langjährigen ORF-Generalintendanten Gerd Bacher, verheiratet. Die beiden haben zwei Söhne (Sebastian und Max).

## Publikationen
- Der Unwohlfahrtsstaat: Hat unser System noch Zukunft? Brandstätter-Verlag, Wien 2015, ISBN 978-3-85033-855-4

## Auszeichnungen
- 2023: Journalist des Jahres: Auszeichnung für sein Lebenswerk[2]